# Moritz von Zeddelmann

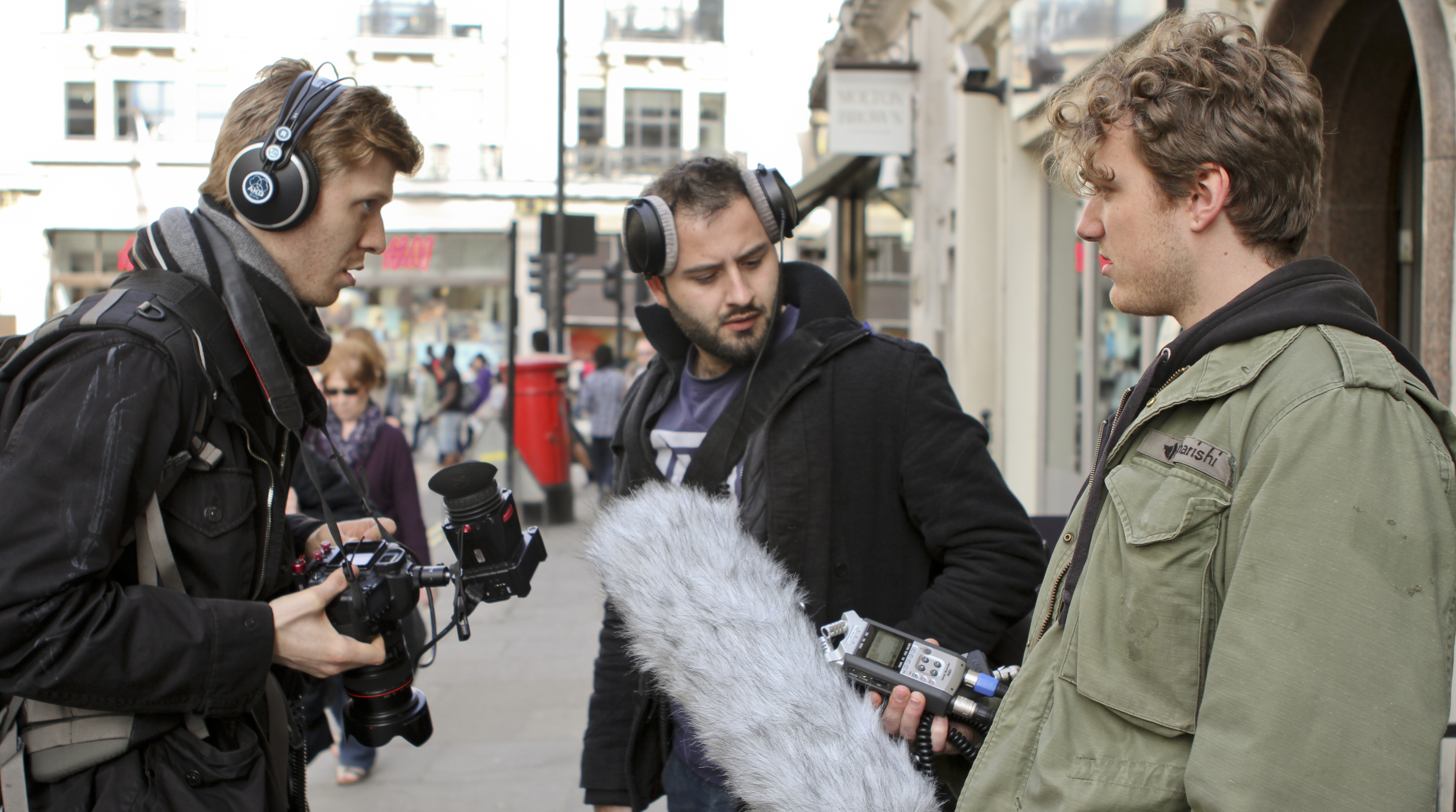
Moritz von Zeddelmann (rechts) bei den Dreharbeiten zu 51 Degrees North

Moritz von Zeddelmann (* 11. Mai 1988 in Ostercappeln) ist ein deutscher Schauspieler.

## Leben
Moritz von Zeddelmann wuchs in Niedersachsen auf, seine ersten schauspielerischen Erfahrungen machte er am Theater Osnabrück und in freien Theatergruppen. Von 2006 bis 2009 absolvierte er ein Schauspielstudium, welches er 2009 mit Diplom abschloss.
Schon während seiner Ausbildung spielte er an verschiedenen Theatern in Hamburg, so zum Beispiel 2008 an der Komödie Winterhuder Fährhaus (Amphitryon 38 von Jean Giraudoux) und am Thalia Theater (2009 in Radio Rhapsodie von Anja Hilling unter der Regie von Andreas Kriegenburg). Nach dem Abschluss ging er mit Friedrich Schillers Schauspiel Die Räuber für fast ein Jahr auf Tournee in Deutschland und der Schweiz.
Seit 2008 wirkt Moritz von Zeddelmann in verschiedenen Film- und Fernsehproduktionen mit und gewann den Deutschen Jugendvideopreis in Ludwigsburg für den Kurzfilm Blind Date.
2011 übernahm er die Hauptrolle des Damon Miller im englischen Spielfilm 51 Degrees North, dessen Soundtrack von Queen und Brian May geschrieben wurde.
Seit 2014 verkörpert Moritz von Zeddelmann die Rolle des Robbie Schulz in der ARD-Vorabendserie Unter Gaunern.
Moritz von Zeddelmann lebt in Hamburg.

## Filmografie (Auswahl)
- 2008: Blind Date
- 2009: Da kommt Kalle
- 2011: Tatort – Im Netz der Lügen
- 2011: Gemeinsam Einsam
- 2011: Der Hafenpastor
- 2011: German Course
- 2011–2012: 51 Degrees North
- 2012: Mython Silberpfeile
- 2013: Der letzte Bulle (Folge: Grubengold)
- 2013: Noch einmal schön
- 2013–2014: Filmstadt
- 2014: Unter Gaunern
- 2014: Polizeiruf 110 – Im Schatten
- 2015: Zwischensaison (Kurzfilm)
- 2015: Großstadtrevier
- 2015: Familie Dr. Kleist
- 2016: Notruf Hafenkante (Folge: Geld oder Moral)
- 2016: Polizeiruf 110: Im Schatten
- 2016: Ein Moment fürs Leben
- 2016: SOKO Wismar (Folge: Schnee aus Kolumbien)
- 2017: Bettys Diagnose (Folge: Herzklopfen)
- 2017: Die Chefin (Folge: Guter Bulle / Böser Bulle)
- 2017–2018: Unter uns
- 2018: Cecelia Ahern: Ein Moment fürs Leben (Fernsehfilm)
- 2018: Neben der Spur – Sag, es tut dir leid
- 2018: Heldt (Fernsehserie, Folge Auf Sendung)
- 2018: In aller Freundschaft – Die jungen Ärzte (Fernsehserie, Folge Hand aufs Herz)
- 2019: Eine Hocheit platzt selten allein
- 2019: Kreuzfahrt ins Glück – Hochzeitsreise in die Normandie (Fernsehreihe)
- 2020–2022: In aller Freundschaft (Fernsehserie)
- seit 2020: Bettys Diagnose (Fernsehserie)
- 2022: SOKO Hamburg (Fernsehserie, Folge Die letzte Schicht)
- 2022: Die Rosenheim-Cops (Fernsehserie)
- 2025: Großstadtrevier (Fernsehserie,  Folge Weichgekocht)